# 28e régiment du génie
Le 28e régiment du génie (ou 28e RG) est un régiment de génie de l'armée française qui n'a duré que dix ans. Il n'existe pas de lien entre le 28e bataillon du génie, le 28e régiment du génie et le 28e régiment de transmissions. Le 28e régiment de transmissions est dépositaire de l'héritage des unités ayant précédemment porté le même numéro. À ce titre, il conserve l'héritage du 28e bataillon du génie, citations, décorations et fourragères obtenues par les compagnies de combat du 28e BG.

## Création et différentes dénominations
Le 28e régiment est créé le 1er mai 1929 à partir des éléments provenant du 2e RG, du 8e RG et du 18e régiment du génie. Les bataillons de transmetteurs du 2e régiment du génie restent en garnison à Montpellier pour former le 28e régiment du génie, le bataillon du 18e RG, stationné à Grenoble passe au 28e régiment du génie.
Il comporte un état-major, une compagnie hors rang (CHR, issue du 2e régiment) et de deux bataillons de quatre compagnies, chacune issue des cadres et sapeurs du 8e régiment et du 18e régiment.

## Chef de corps

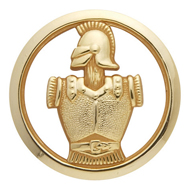
Insigne de béret du génie

## Historique

### Entre-deux guerres
Le 28e régiment siège à la citadelle de Montpellier. C'est le second réservoir de spécialistes des transmissions de la ligne Maginot. Il est affecté aux ouvrages des Alpes .

Le 28e régiment envoie des éléments sur les Alpes maritimes où, face à l'armée italienne, ils feront honneur à la devise de la forteresse « On ne passe pas » .

En novembre 1929, une réorganisation lui donne désormais 3 bataillons à 3 compagnies.

La 10e compagnie (sapeurs télégraphistes de région fortifiée) est mise sur pied en 1933 lors de la création de la catégorie dite des spécialistes. Elle est intégrée au 3e bataillon d'un régiment, comportant à cette époque près de 1 600 hommes.

De 1929 à 1939, le régiment se consacre à la formation des sapeurs télégraphistes et contribue à l'installation des réseaux des transmissions dans les secteurs fortifiés des Alpes et dans les camps au sud de la Loire.

### Seconde Guerre mondiale
À la déclaration de la guerre de 1939, le 28e régiment, alors sous le commandement du colonel Chancereil, est dissous.

Le centre mobilisateur 28 de Montpellier puis le dépôt de guerre du génie no 28 lui succède sous le commandement en 1940 du colonel Vize Durant.

Durant la période de mobilisation, le CM 28, met sur pied de nombreuses formations télégraphistes, radio et colombophiles. Il comporte 113 unités dont deux télégraphistes.

## Drapeau
Il ne porte aucune inscription:

## Personnalités ayant servi au28eRG
Sapeur Pierre Bodego (1903-1996) ancien du 44e bataillon du génie de Mayence.

### Sources et bibliographie
- Bernard Giudicelli et Jacques Dupire, Précis des unités du Génie de 1793 à 1993, Paris, Service Historique de la Défense, 2008.